# موسع مستقيمي

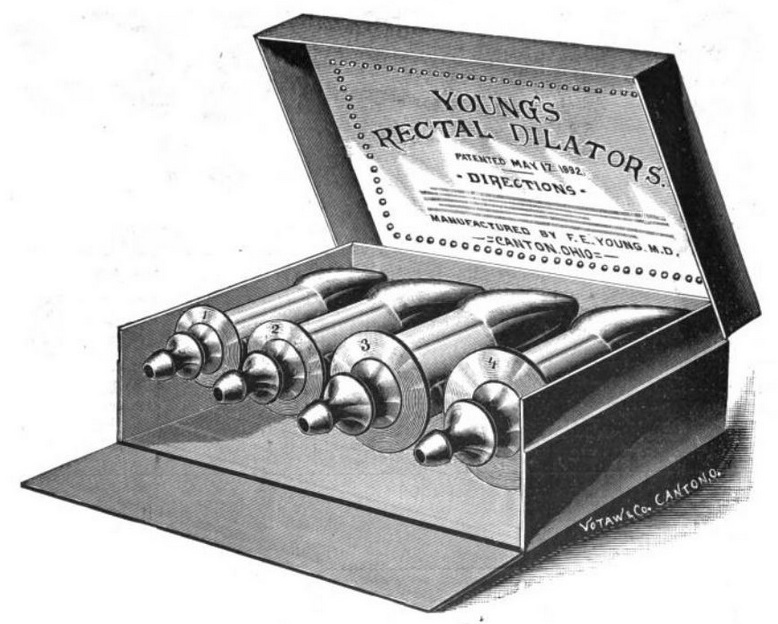
إعلان لموسعات المستقيم الخاصة بالدكتور يونغ

الموسع المُستقيمي (بالإنجليزية: Rectal dilator)‏ أو الموسع الشَرجي (بالإنجليزية: Anal dilator)‏ هوَ جهاز طِبي يُستعمل لفتح وَتَرخية المستقيم وَالعاصرة الشرجية الداخلية وَالخارجية بِهدف تسهيل عمل الفحوصات الطِبية والتخفيف من الإمساك.